# 尼崎だいもつ病院
尼崎だいもつ病院（あまがさきだいもつびょういん）は、兵庫県尼崎市にある一般病院。兵庫県立尼崎総合医療センターの後方支援病院として、症状が安定した患者の受け入れや通所リハビリテーションの機能を担う。

## 沿革
旧兵庫県立尼崎病院（2015年7月1日に県立尼崎総合医療センターへ移転統合）の跡地を、社会医療法人愛仁会が取得し建物を改修。2016年5月2日に開院した。

### 年表
- 2014年8月8日 - 兵庫県病院局が募集していた県立尼崎病院の跡地利用者に、社会医療法人愛仁会と明石医療センターが決定[1]
- 2015年
  - 8月31日 - 兵庫県より旧県立尼崎病院の土地・建物を引き渡され、跡地利用事業を開始[3]
  - 10月2日 - 病院棟改修工事着工[4]
- 2016年
  - 4月1日 - 病院棟開設[5]
  - 5月2日 - 開院（外来診療開始）[2]
- 2017年
  - 6月 - 新館として、介護老人保健施設だいもつ、サービス付き高齢者向け住宅「レジリエンスだいもつ」が開設[6]

## 診療科
- 内科
- 呼吸器内科
- 循環器内科
- 消化器内科
- 糖尿病・内分泌内科
- 整形外科
- リハビリテーション科
- 脳神経内科
- 産婦人科
- 小児科

## 交通アクセス

### 鉄道
- 阪神大物駅下車　北東へ徒歩約1分
- JR尼崎駅下車　南へ徒歩約20分

### バス
- 阪神バス（尼崎市内線）「東大物町1丁目」バス停下車　徒歩すぐ　※JR尼崎駅より運行
- 阪神バス「稲川橋」バス停下車　南へ徒歩約5分　※旧バス停名「県立尼崎病院北」